# 虞海泽
虞海泽浙江温州人，保钓运动人士。

## 生平
2003年3月，冯锦华、张立昆、李南、牛力丕、周文博5人在网上发出《中国保钓行动登岛志愿者召集正式开始》的公告，征集志愿者出海保钓。接受报名的网站还明示：“本次保钓行动召集的志愿者在本次活动结束后自行解散；所有保钓志愿者的资料都将自愿接受相关部门检查。”冯锦华的实名求援信在爱盟网的点击率极高，捐款者超过一千人。虞海泽为此捐款5000元。保钓人士通过尹冬明以出海游玩的名义租到“浙玉渔1980”号渔船后，临出发的时候船主不放心自己这艘价值30多万的渔船出航，虞海泽乃将自己价值40多万元的汽车作为抵押，才使船主同意出航。2003年6月22日晨，载有15位中国内地及香港保钓人士的“浙玉渔1980”号渔船自浙江省玉环县黄门港启航。当晚20点，冯锦华和虞海泽作为代表来到该渔船的驾驶舱，找船长说明此行的目的，最终说服船长驶向钓鱼岛。6月23日，在日本海上保安厅8艘军舰和5架飞机的包围下，该渔船进入离钓鱼岛11海里处后被迫返航，6月24日回到玉环县码头。
2003年12月27日，中国民间保钓联合会（筹）在厦门正式成立，童增被推为会长，冯锦华、张立昆、李南、卢云飞、虞海泽等当选为常务会员。
2004年3月24日，冯锦华、张立昆、尹冬明、王喜强、方卫强、殷敏洪、胡显峰等7名大陆人士于北京时间早晨6时26分首次成功登陆钓鱼岛，并展开一面中华人民共和国国旗。此次行动的总指挥是虞海泽。7人登岛后，随后日本海上保安厅人员登上钓鱼岛强行拘捕了他们。后来他们被日本方面强制遣返回中国。